# Bob Gunton
Bob Gunton (Robert Patrick Gunton Jr., Santa Mónica, California, 15 de noviembre de 1945) es un actor estadounidense conocido por interpretar papeles como el del alcaide Samuel Norton en la película The Shawshank Redemption, el del Jefe George Earle en Demolition Man, el del Doctor Walcott en Patch Adams.

## Infancia y educación
Bob Gunton nació en Santa Mónica, California, hijo de Rose Marie Banovetz y Robert Patrick Gunton, un ejecutivo. Asistió al Mater Dei High School en Santa Ana, California, y a la Universidad de California, Irvine. En un momento dado, planeó hacerse sacerdote católico. Entre 1969 y 1971 sirvió en el Ejército de los Estados Unidos, ganando una Estrella de Bronce por su valor y la Medalla de Servicio de Vietnam.

## Carrera laboral
Bob Gunton desempeñó el papel de Juan Perón en la producción original de Broadway de Evita, ganando un premio Tony nominación al Mejor Actor en un Musical por su actuación. Más tarde protagonizó el papel principal de un renacimiento de Broadway de 1989 Sweeney Todd y recibió una segunda nominación al Tony por su interpretación.
Posteriormente interpretó al presidente Richard Nixon en una recreación del caso de las cintas del Watergate para el programa nocturno Nightline. También en 2004 interpretó al presidente Woodrow Wilson en la película Iron Jawed Angels. En 2014 interpretó al presidente Sebastián Piñera en la película Los 33. Conocido por su papel en Star Trek: The Next Generation en el episodio "La herida" como invitado especial interpretando al capitán Benjamin Maxwell en 1991, también interpretó a Samuel Norton, el alcaide de la prisión estatal de Shawshank y el antagonista principal en The Shawshank Redemption junto a Tim Robbins y Morgan Freeman.
Además fue invitado en la primera temporada de la serie estadounidense Desperate Housewives, en la sexta temporada de 24, en el que interpreta a Ethan Kanin un secretario de Estado de Defensa. Después firmó permanentemente en la serie y repitió el papel de Ethan Kanin, pero ahora como el jefe de Gabinete, de la nueva presidenta, Allison Taylor, en la séptima temporada de la serie, así como en la precuela de la película de televisión 24: Redemption. Regresó de nuevo para la octava temporada, pero esta vez como Secretario de Estado.
Ha compartido créditos con renombrados artistas como Silvester Stallone, Morgan Freeman, Jim Carrey, Robin Williams, Anthony Hopkins, George Clooney y Mark Wahlberg, entre otros.

## Filmografía
| País                 | Película                                | Año  | Personaje                        |
| -------------------- | --------------------------------------- | ---- | -------------------------------- |
| Estados Unidos       | Rollover                                | 1981 | Sal Naftari                      |
| Estados Unidos       | Static                                  | 1985 | Frank                            |
| Estados Unidos       | The Pick-up Artist                      | 1987 | Fernando Portocarrero            |
| Estados Unidos       | Matewan                                 | 1987 | C.E. Lively                      |
| Estados Unidos       | Cookie                                  | 1989 | Richie Segretto                  |
| Estados Unidos       | Glory                                   | 1989 | Gen. Harker                      |
| Estados Unidos       | Born on the Fourth of July              | 1989 | Doctor                           |
| Estados Unidos       | JFK                                     | 1991 | Reportero                        |
| Estados Unidos       | The Public Eye                          | 1992 | Agente Mayor                     |
| Estados Unidos       | Father Hood                             | 1993 | Lazzaro                          |
| Estados Unidos       | Demolition Man                          | 1993 | George Earle                     |
| Estados Unidos       | The Shawshank Redemption                | 1994 | Warden Samuel Norton             |
| Estados Unidos       | Dolores Claiborne                       | 1995 | Mr. Pease                        |
| Estados Unidos       | Ace Ventura: When Nature Calls          | 1995 | Burton Quinn                     |
| Estados Unidos       | In Pursuit of Honor                     | 1995 | John Hardesty                    |
| Estados Unidos       | Broken Arrow                            | 1996 | Pritchett                        |
| Estados Unidos       | Glimmer Man                             | 1996 | Frank Deverell                   |
| Estados Unidos       | Midnight in the Garden of Good and Evil | 1997 | Finley Largent                   |
| Estados Unidos       | Elvis Meets Nixon                       | 1997 | Richard Nixon                    |
| Estados Unidos       | Buffalo Soldiers                        | 1997 | Benjamin Grierson                |
| Estados Unidos       | Patch Adams                             | 1998 | Dean Walcott                     |
| Estados Unidos       | Bats                                    | 1999 | Dr. Alexander McCabe             |
| Estados Unidos       | Running Mates                           | 2000 | Terrence Randall                 |
| Estados Unidos       | The Perfect Storm                       | 2000 | Alexander McAnally               |
| Estados Unidos       | 61*                                     | 2001 | Dan Topping                      |
| Estados Unidos       | Boat trip                               | 2003 | Capitán del barco                |
| Estados Unidos       | I Heart Huckabees                       | 2004 | Mr. Silver                       |
| Estados Unidos       | Iron Jawed Angels                       | 2004 | Woodrow Wilson                   |
| Estados Unidos       | Believe in Me                           | 2006 | Hugh Moreland                    |
| Estados Unidos       | Dead Silence                            | 2007 | Edward Ashen                     |
| Estados Unidos       | Fracture                                | 2007 | Judge Gardner                    |
| Estados Unidos       | Numb                                    | 2007 | Dr. Townsend                     |
| Estados Unidos       | Pandemic                                | 2007 | Dr. Max Sorkosky                 |
| Estados Unidos       | Rendition                               | 2007 | Lars Whitman                     |
| Estados Unidos       | The Lazarus Project                     | 2008 | Padre Ezra                       |
| Estados Unidos       | Tenure                                  | 2009 | William Thurber                  |
| Estados Unidos       | The Trial                               | 2010 | Joe Whetstone                    |
| Estados Unidos       | The Lincoln Lawyer                      | 2011 | Cecil Dobbs                      |
| Estados Unidos       | Kill the Irishman                       | 2011 | Jerry Merke                      |
| Estados Unidos       | Get the Gringo                          | 2011 | Warren Kaufmann                  |
| Estados Unidos       | Trouble with the Curve                  | 2012 | Watson                           |
| Estados Unidos       | Argo                                    | 2012 | Cyrus Vance                      |
| Estados Unidos       | Jimmy                                   | 2013 | Sheriff Brinson                  |
| Estados Unidos       | Runner Runner                           | 2013 | Dean Alex Monroe                 |
| Estados Unidos       | Ghostbusters: Afterlife                 | 2021 | The Ghost Farmer (Egon Spengler) |
| Estados Unidos       | The Inheritance                         | 2024 | Charles Abernathy                |
| Chile Estados Unidos | Los 33                                  | 2015 | Sebastián Piñera                 |

## Carrera televisiva
| Canal          | Serie                            | Año       | Personaje                  |
| -------------- | -------------------------------- | --------- | -------------------------- |
| NBC            | Miami Vice                       | 1988      | Rivas                      |
| NBC            | Law & Order                      | 1990      | Gil Himes                  |
| HBO            | Judgment                         | 1990      | Monseñor Beauvais          |
| NBC            | A Woman Named Jackie             | 1991      | Hugh Auchincloss           |
| Redifusión web | Star Trek: The Next Generation   | 1991      | Benjamin Maxwell           |
| ABC            | Wild Palms                       | 1993      | Dr. Tobias Schenkl         |
| /              | Roswell                          | 1994      | Frank Joyce                |
| CBS            | The Siege at Ruby Ridge          | 1996      | Bo Gritz                   |
| /              | 61*                              | 2001      | Dan Topping                |
| FOX            | Greg the Bunny                   | 2002      | Junction Jack              |
| CBS            | Touched by an Angel              | 2002      | Sidney Alcott              |
| CBS            | CSI: Crime Scene Investigation   | 2003      | Robert Carvallo            |
| USA Network    | Peacemakers                      | 2003      | Malcolm Smith              |
| ABC            | Desperate Housewives             | 2004-2006 | Noah Taylor                |
| USA Network    | Monk                             | 2004      | Dwight Ellison             |
| FX             | Nip/Tuck                         | 2005      | Agente Sagamore            |
| WB             | Pepper Dennis                    | 2006      | Dick Dinkle                |
| NBC            | E-Ring                           | 2006      | General Hughes             |
| ABC            | Women's Murder Club              | 2007      | Arthur Lazar               |
| FOX            | 24                               | 2007-2010 | Ethan Kanin                |
| WB             | The Batman                       | 2007      | Gorman                     |
| BBC            | World War II Behind Closed Doors | 2008      | Franklin D. Roosevelt      |
| USA Network    | Royal Pains                      | 2010      | William Collins            |
| CBS            | Criminal Minds: Suspect Behavior | 2011      | Marshall Phelps            |
| Fox            | Family Guy                       | 2011      | Warden (Voz)               |
| FX             | Wilfred                          | 2012      | Warner                     |
| Fox            | New Girl                         | 2014      | Ed                         |
| Netflix        | Daredevil                        | 2015      | Leland Owlsley ("El Búho") |